# Engelberto I de Sponheim

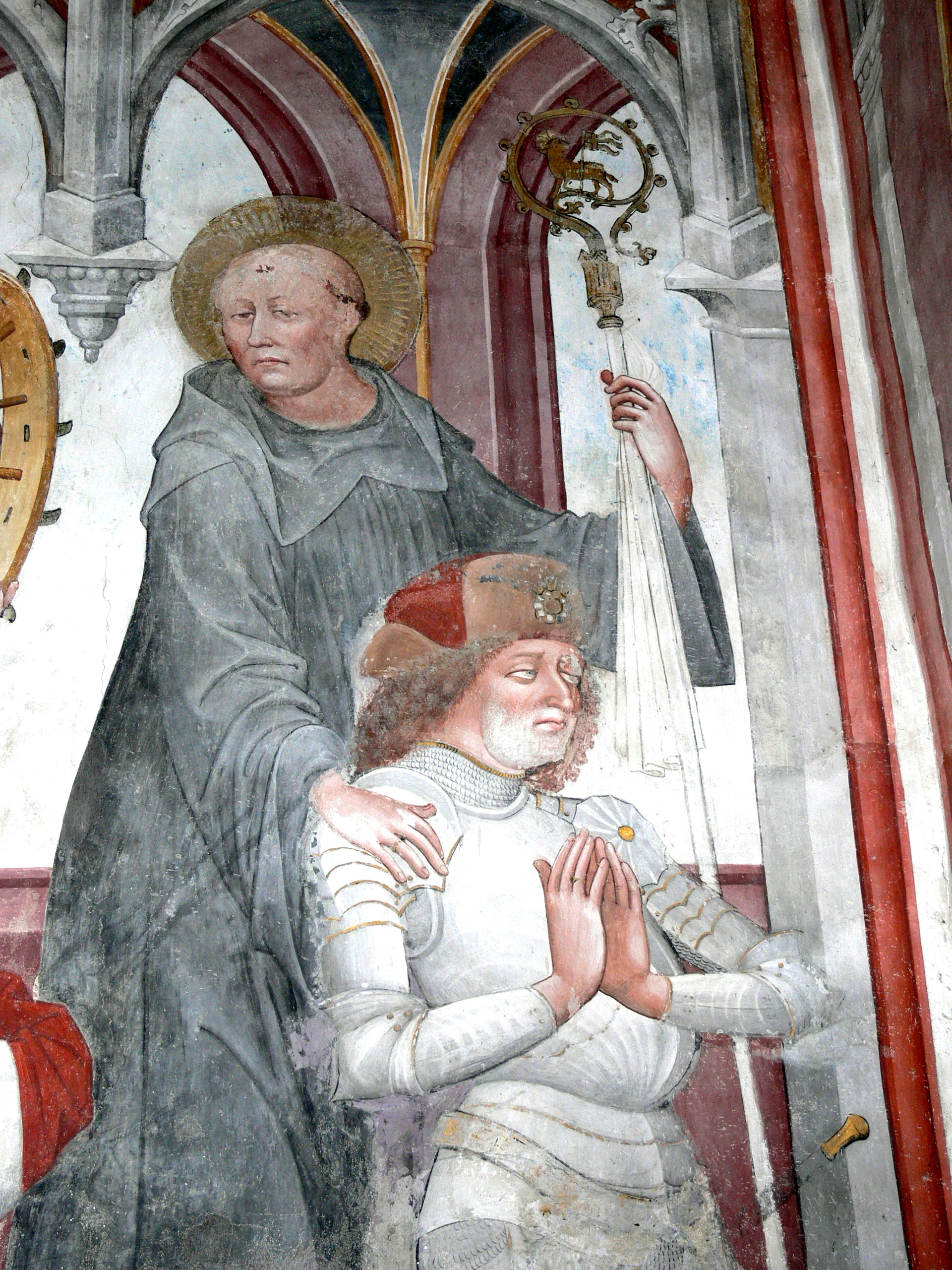
Engelberto I da Spanheim como o fundador do Mosteiro de São Paulo de Lavantal, em Sankt Paul im Lavanttal (representando cerca de 1500).

Engelberto I de Sponheim (c. 1035 - Sankt Paul im Lavanttal, 1 de abril de 1096) provêm da família do Spanheimer, tendo sido marquês da Ístria entre 1090 e 1096, conde de Spanheim e Kraichgau e Vogt de Salzburgo. Foi o fundador do Mosteiro de São Paulo de Lavantal, onde se encontra sepultado.

## Relações familiares
Foi filho de Sigurdo I de Spanheim e de Ricardo de Lavente herdeira da poderosa família Sieghardinger.
Foi casado com Edviges de Sponheim, filha de Bernardo II da Saxónia (c. 990 - 29 de junho 1059) e de Eilica de Schweinfurt, com quem teve:
1. Bernardo de Marburgo (c. 1097 - Laodiceia, 16 de novembro de 1147), Conde de Trixen e Marburgo.
2. Ricarda (? - 1112), foi casada por três vezes, a 1ª com o Conde Bertoldo I de Schwarzburgo (? - 1090), a 2ª com Popo II de Ístria (? - entre 1095 e 1107), marquês da Ístria, o 3ª casamento foi com Gebardo I de Reichenhall (? - 1102), Conde de Reichenhall
3. Henrique IV da Caríntia (? - 1123), duque da Caríntia entre 1122 e 1123.
4. Engelberto II de Sponheim (? - 13 de abril de 1141), marquês da Ístria entre 1103 e 1134) e duque da Caríntia entre 1123 e 1135.
5. Sigurdo II de Spanheim (I) (? - 6 de maio de 1132), Conde de Spanheim (Lebenau).
6. Edviges de Sponheim (? - 3 de março de 1126), Bispo de Ratisbona.

## Bibliografa
- Hausmann, Friedrich: Die Grafen zu Ortenburg und ihre Vorfahren im Mannesstamm, die Spannheimer in Kärnten, Sachsen und Bayern, sowie deren Nebenlinien, erschienen in: Ostbairische Grenzmarken - Passauer Jahrbuch für Geschichte Kunst und Volkskunde, Nr. 36, Passau / 1994
- Ortenburg-Tambach, Dr. Eberhard Graf zu: Geschichte des reichsständischen, herzoglichen und gräflichen Gesamthauses Ortenburg - Teil 1: Das herzogliche Haus in Kärnten., Vilshofen / 1932